# Чергозеро
Чергозеро — пресноводное озеро на территории Кривецкого сельского поселения Пудожского района Республики Карелии.

## Общие сведения
Площадь озера — 2,1 км². Располагается на высоте 114,2 метров над уровнем моря.
Форма озера продолговатая: оно более чем на три километра вытянуто с севера на юг. Берега несильно изрезанные, каменисто-песчаные, местами заболоченные.
Из северной оконечности озера вытекает река Черга, впадающая с левого берега в реку Колоду, приток реки Водлы, впадающей в Онежское озеро.
По центру озера расположен один небольшой остров без названия.
Населённые пункты и автодороги вблизи водоёма отсутствуют.
Код объекта в государственном водном реестре — 01040100411102000019502.